# RPTU Kaiserslautern-Landau
RPTU Kaiserslautern-Landau (niem. Rheinland-Pfälzische Technische Universität Kaiserslautern-Landau) – niemiecki uniwersytet z kampusami w Kaiserslautern i Landau in der Pfalz.
Decyzja o stworzeniu uczelni została podjęta w 2020 i spotkała się z zastrzeżeniami. Uniwersytet powstał 1 stycznis 2023 z połączenia Uniwersytetu Technicznego w Kaiserslautern i położonej w Landau części Uniwersytetu Koblencja-Landau.
Na uczelni studiuje ponad 20 000 studentów (w momencie założenia). Uniwersytet jest podzielony na 16 wydziałów (z obu kampusów) i oferuje ponad 160 kierunków studiów. Do momentu wyborów pod koniec 2024 uczelnia jest zarządzana przez dwie osoby: Arnda Poetzsch-Hefftera i Gabriele Schaumann. Organizacyjne zakończenie fuzji jest planowane na rok 2027.